# Sveti Juraj (Senj)
Sveti Juraj ili Jurjevo je podvelebitsko mjesto. Administrativno pripada gradu Senju.

## Zemljopis
Oko 100 metara od obale, ispred luke, se nalazi otočić Lisac.

## Povijest
Prije je blizu bio grad Lopsice, u rimsko doba zvano Municipio Lopsica.

## Stanovništvo
- 1971. – 745 (Hrvati – 739, Srbi – 1, ostali – 5)
- 1981. – 687 (Hrvati – 648, Jugoslaveni – 32, Srbi – 4, ostali – 3)
- 1991. – 691 (Hrvati – 664, Srbi – 1, ostali – 26)
- 2001. – 692
- 2011. – 599[4]

| broj stanovnika | 553   | 632   | 481   | 674   | 704   | 668   | 489   | 577   | 559   | 604   | 683   | 745   | 687   | 691   | 692   | 599   | 542   |
|                 | 1857. | 1869. | 1880. | 1890. | 1900. | 1910. | 1921. | 1931. | 1948. | 1953. | 1961. | 1971. | 1981. | 1991. | 2001. | 2011. | 2021. |

## Poznate osobe
- Pavao Ćulumović, otac suvremene hrvatske interne medicine
- Dragutin Prica, austrougarski i jugoslavenski admiral
- Ivan Gradišer, kartograf
- Božo Grkinić, košarkaš, košarkaški trener, vaterpolist i vaterpolski trener, športski sudac
- Amina Rukavina, operna pjevačica, rođena je 1882. u Svetom Jurju. Kao operna pjevačica djelovala je u Zagrebu, Italiji, a dugo je godina bila prvakinja opere na Malti.[5]
- Friedrich von Rukavina,  rođen 28. listopada 1883. u Svetom Jurju pokraj Senja. Učio glazbu u školi Glazbenog zavoda u Zagrebu i u «Ivanu pl.  Zajcu». Studirao na konzervatorijima u Pragu i Milanu. Bio je dirigent Opere i Filharmonije u Varšavi, a 1912. godine gostovao u San Franciscu i Los Angelesu. Bio je dirigent i zamjenik direktora Opere Zagrebačkog narodnog kazališta do 1918. Radio je sedam godina kao direktor Opere u Ljubljani, a 1925./1926. bio je Intendant HNK u Osijeku. Nakratko je bio direktorom Opere u Zagrebu, a zatim je deset godina dirigirao Operom i Filharmonijom u Pragu. Umro je 26. listopada 1940. u Novom Marofu, gdje je i pokopan.[5]
- Nada Babić,  (Sv. Juraj kraj Senja, 5. veljače 1903 – Zagreb, 26. siječnja 1951). Članica HNK u Zagrebu od 1921. Tumačila u početku tip naivke, zatim opsežan repertoar klasičnih uloga i ruskog realizma, a pri kraju karijere likove psiholoških drama i tragedija. Važnije uloge: Susie (L. Fodor, Crkveni miš), Zuska (F. Langer, Deva kroz ušicu igle), Toinette (Molière, Umišljeni bolesnik), Mirandolina (C. Goldoni), Katjuša (L. N. Tolstoj – H. Bataille, Uskrsnuće), Marica (K. Mesarić, Gospodsko dijete), Mira (G. Senečić, Slučaj s ulice) i dr.

## Gospodarstvo
Glavne gospodarske grane mjesta su turizam i ribarstvo.